# Casinaria canadensis
Casinaria canadensis là một loài tò vò trong họ Ichneumonidae.